# Barbine
Barbine – rodzaj włoskiego makaronu o podłużnym kształcie, bardzo podobnego do capellini. Jego nazwa oznacza „małe brody”. Jest dostępny w sprzedaży w formie zawiniętego gniazda. W okresie renesansu uważano ten makaron za uosobienie sztuki kulinarnej, ponieważ trudno było uzyskać tak cienkie pasma. Zwykle podaje się go w zupie lub w lekkim sosie.